# Bekölce
Bekölce is een plaats (község) en gemeente in het Hongaarse comitaat Heves. Bekölce telt 826 inwoners (2001).